# Laouali Chaibou
Laouali Chaibou (* 1. Januar 1960 in Wacha) ist ein nigrischer Manager und Politiker.

## Leben
Laouali Chaibou diplomierte in Betriebswirtschaftslehre und Unternehmensstrategie am Centre d’Études Financières, Économiques et Bancaires in Marseille. Zudem machte er ein Diplôme d’études supérieures spécialisées in Betriebswirtschaftslehre an der Sorbonne in Paris. Chaibou war ab 1985 als Abteilungsleiter an der Handelskammer in Niamey tätig. Anschließend leitete er von 1988 bis 1993 die Außenstelle der Handelskammer in Maradi. Von 1993 bis 1999 arbeitete er in leitender Funktion für die Agentur für Finanzierung und Förderung freien Unternehmertums in Niger. Chaibou war ab 1999 Generaldirektor von Entreprendre au Niger, bis er 2002 Generalsekretär der Kammer für Handel, Landwirtschaft, Industrie und Handwerk Nigers wurde.
Staatspräsident Mahamadou Issoufou holte Laouali Chaibou im September 2011 als Minister für Beziehungen zu den Institutionen in die Regierung Nigers. Seit einer Regierungsumbildung am 13. August 2013 war Chaibou Minister für öffentlichen Dienst und Verwaltungsreform. In der am 11. April 2016 neu gebildeten Regierung war er nicht mehr vertreten.